# Descendenții (film din 2015)
Descendenții (Disney's Descendants) este un film original Disney Channel de aventură regizat de Kenny Ortega. Îi are în distribuție pe Dove Cameron, Cameron Boyce, Booboo Stewart, Sofia Carson, Mitchell Hope, Melanie Paxson, Brenna D'Amico, Sarah Jeffery, Zachary Gibson, Jedidiah Goodacre, Dianne Doan, Dan Payne, Keegan Connor Tracy, Wendy Raquel Robinson, Maz Jobrani, Kathy Najimy și Kristin Chenoweth. Acțiunea se concentrează pe povestea unor tineri care trebuie să se acomodeze la viața de dincolo de Insula Pierduților, în misiunea lor de a fura bagheta magică de la Zâna Ursitoare și de a-i elibera pe părinții lor din captivitate. Filmul a debutat pe 31 iulie 2015 pe Disney Channel, primind recenzii pozitive, numărul celor care au vizionat în premieră filmul fiind de 6.6 milioane de spectatori. În România, filmul a avut premiera pe 19 septembrie 2015, la ora 11:30.

## Acțiunea
În regatul magic din Auradon, Prințul Ben, fiul Regelui Bestie și al Reginei Belle, se pregătește să urce pe tron. Prima sa proclamație oficială: copiii de pe Insula Pierduților, unde locuiesc cei mai cunoscuți răufăcători, ar trebui să primească șansa de a trăi în Auradon. Mal, Evie, Carlos și Jay călătoresc pentru prima dată în viața lor în afara insulei pe care erau izolați. Aceștia reușesc să salveze  Aurodonul din mâinile Maleficăi.

## Personaje

### Descendenții
- Dove Cameron - Mal, fiica Maleficei.
- Cameron Boyce - Carlos, fiul Cruellei de Vil.
- Booboo Stewart - Jay, fiul lui Jafar.
- Sofia Carson - Evie, fiica Reginei celei Rele.
- Mitchell Hope - Prințul Ben, fiul Reginei Belle și a Regelui Bestie.
  - Jeff Lewis - vocea din cântece a Prințului Ben
- Sarah Jeffery - Prințesa Audrey, fiica Aurorei și a Prințului Phillip.
- Jedidiah Goodacre - Prințul Chad, fiul Cenușăresei și al Prințului Fermecător.
- Dianne Doan - Lonnie, fiica lui Fa Mulan și a lui Li Shang.
- Brenna D'Amico - Jane, fiica Zânei Ursitoare.
- Zachary Gibson - Doug, fiul lui Dopey (Mutulică) din Albă ca Zăpada și cei șapte pitici.

### Răufăcătorii
- Wendy Raquel Robinson - Cruella de Vil din 101 dalmațieni, mama lui Carlos.
- Maz Jobrani - Jafar din Aladdin, tatăl lui Jay, care are un fast food pe Insula Pierduților.
- Kathy Najimy - Regina cea Rea din Albă ca Zăpada și cei șapte pitici, mama lui Evie.
- Kristin Chenoweth - Malefica din Frumoasa Adormită, mama lui Mal, liderul răufăcătorilor și antagonistul filmului .

### Eroii
- Keegan Connor Tracy - Regina Belle din Frumoasa și Bestia.
- Dan Payne - Regele Bestie din Frumoasa și Bestia.
- Melanie Paxson - Zâna Ursitoare din Cenușăreasa, directoarea Școlii din Auradon.
- Stephanie Bennett - Albă ca Zăpada din Albă Ca Zăpada, o prezentatoare de știri locală care prezintă cele mai noi activități din Auradon.
- Judith Maxie - Regina Leah din Frumoasa Adormită, mama Prințesei Aurora, Frumoasa Adormită și bunica lui Audrey.

### Alte personaje
- Reese Alexander - Antrenorul Jenkins, antrenorul de sport al școlii Auradon, care este de asemenea și antrenorul echipei de turniruri.
- Jonathan Holmes - Dl. Deley, un profesor de științe de la școala din Auradon.

## Producție
Pe 12 decembrie 2013, Disney Channel anunță producția filmului și dezvăluie acțiunea filmului online . Wendy Japhet ("An Education," "The Italian Job") este al doilea producător executiv al filmului "Descendenții". Paul Becker ("So You Think You Can Dance Canada") este celălalt coregraf al peliculei. Scenariul a fost realizat de Josann McGibbon și Sara Parriott (creatorii și câștigători ai premiilor Emmy și WGA pentru "The Starter Wife"; scenariști ai "Runaway Bride"), care sunt și coproducători. Mark Hofeling ("Plaja Adolescenților," "High School Musical") este designer de producție, iar Kara Saun ("Project Runway") este responsabilă de crearea costumelor.  Filmarea a avut loc în Vancouver, British Columbia, Canada.

## Continuare
În 2017 a fost lansat continuarea filmului într-un nou film Descendenții 2 care a avut premiera pe 21 iulie.
La sfârșitul filmului Descendenții 2 se dă de înțeles că va mai fi un al treilea film care va apărea în anii următori.
În timpul D23 Expo, Disney a anunțat un serial a filmului Descendants/ Descendenții.

## Serialul de desene animate
Format:Split section
Imediat după difuzarea de către Disney Channel a filmului, a fost anunțat un serial de animație creat în CGI numit "Descendants: Wicked World" (Descendenții: Lumea celor Răi) care va fi lansat pe 18 septembrie 2015. Mai mult de atât, fostul scenarist al serialului Phineas și Ferb, Aliki Theofilopoulos Grafft a anunțat pe Twitter că se va ocupa de regizarea serialului, cu Jenni Cook ca producător, iar actorii din film își vor împrumuta vocile personajelor din desen.  Fiecare episod are o durată de 2 minute .

### Episoade
| No. in series | No. in season | Title                       | Directed by     | Written by | Original air date  | Production code | U.S. viewers (in millions) |
| --- | ------------- | --------------------------- | --------------- | ---------- | ------------------ | --------------- | -------------------------- |
| 1 | 1             | „Evie's Explosion of Taste” | Eddie Trigueros | Ben Joseph | 18 septembrie 2015 | 101             |                            |
| Evie o imploră pe Mal să o ajute să refacă prăjiturele pe care le-a pregătit pentru "Festivalul Eroi și Eroine " la Auradon Prep. Dar în schimb, intențiile ei dulci se termină cu o explozie de gust. |               |                             |                 |            |                    |                 |                            |

## Romane

### Insula Pierduților
Un roman prequel denumit Insula Pierduților de Melissa de la Cruz, îi aduce în prim plan pe descendenții răufăcătorilor unindu-și forțele pentru a obține Ochiul Dragonului. Cartea s-a menținut 14 săptămâni în topul Cărților de Adolescenți ca fiind una dintre best seller-urile scondate de The New York Times .
În afara descrierii copiilor Maleficei, Cruellei de Vil, a lui Jafar și a Reginei celei Rele, cartea oferă informații interesante despre locațiile din cadrul Insulei Pierduților, cum ar fi Școala Dragonului (singura școală de pe Insula Pierduților), Cheul Goblinilor (care este operat de goblini care doresc amnistie în schimbul ajutorului oferit Maleficei), Castelul Negocierii (unde se vând pălării și haine, însă doar chilipiruri, în timp ce ultimul etaj este locul unde locuiește Maleficent), Fast Food-ul lui Jafar (este administrat de acesta, așa cum este menționat și în film), Castelul Îndepărtat (unde locuiește Regina cea Rea), Casa Diavolului (unde locuiește Cruella de Vil), și Insula Condamnaților (care este ascunsă lângă Insula Pierduților). Vrăjitorul Yen Sid din filmul Fantezia este poziționat aici de Regele Bestie pentru a lucra la Școala Dragonului cu scopul de a ajuta studenții 
care au avut părinți cu puteri magice să se adapteze la metode mai moderne decând bariera Insulei Pierduților neagă întreaga magie. 
Alți răufăcători menționați sau omiși, dar care sunt parte a Insulei Pierduților sunt : Căpitanul Hook din Peter Pan, Ursula din Mica Sirenă (care deține "Chipsurile și Peștii Ursulei", în timp ce Strâmtoarea Ursula care este numită după ea, este cea care separă Insula Pierduților de 
Orașul Fermecător), Dr. Facilier din Prințesa și Broscoiul (care este fondatorul Școlii Dragonului ), Gothel din O poveste încâlcită (care este menționată ca fiind una dintre profesoarele ce vor preda "Selfishness 101"), Lady Tremaine și fetele ei din Cenușăreasa (Lady Tremaine este profesoară la Școala Dragonului și predă "Evil Schemes and Nasty Plots" în timp ce pisica ei Lucifer este mascota școlii), Clayton din Tarzan, Madame Mim din Sabia din stâncă, Guvernatorul John Ratcliffe din Pocahontas, Gaston din Frumoasa și Bestia, Shan Yu din Mulan, Shere Khan din Cartea Junglei, Scar din Regele Leu, Regele Încornorat din Ceaunul Negru, Professor Padraic Ratigan din Marele Șoarece Detectiv, și Claude Frollo din Cocoșatul de la Notre-Dame.

### Alt roman Descendenții
Un alt roman Descendenții a fost lansat în 2016.

### Descendenții: Adaptare la forma de roman pentru juniori
O adaptare pentru tineri după filmul Descendenții de Rico Green, a fost publicată pe 14 iulie 2015. 

### Alte Cărți
Alte cărți publicate, includ Jurnalul lui Mal, Cartea de Vrăji a lui Mal, o carte poster și un Ghid către Școala Auradon.

## Coloana sonoră

### Listarea cântecelor
Inițial, filmul nu a fost conceput pentru a deveni un musical. Nu a fost până ce regizorul/ coregraful Kenny Ortega a venit la cârma producției și a specificat că își dorește cântece în film.  Filmul conține 7 piese, și în plus un cântec lansat de Shwan Mendes care rulează la finalul filmului, care a fost de asemenea lansat ca single. De altfel, albumul cu coloana sonoră a filmului conține patru bonusuri și o suită orchestrală realizată cu sprijinul lui David Lawrence. Nu este inclus în cadrul coloanei sonore interpretarea piesei "Laudamus te" a Societății Copiilor din Corul Bisericesc al statului Vancouver, care a putut fi auzită la ceremonia de încoronare a Prințului Ben.
Coloana sonoră debutează pe locul 1 în cadrul Billboard 200 cu 42,000 de copii ale albumului vândute în primul weekend de lansare. Este cel mai mic total pentru un album nr. 1 de când Billboard a început să se ocupe unitățile echivalente pentru albume în Decembrie 2014.  A detronat de altfel și albumul cântărețului R&B Jill Scott, Woman, de la debutul său pe locul 1, cu doar 27,000 de unități vândute.  Este primul film original Disney Channel de după Liceul Muzical 2 care debutează pe locul 1 în clasamentulBillboard 200.
| Nr. | Titlu                     | Autor(i)                                                                    | Performer(s)                                                                                         | Lungime |  |
| 1.  | „Rotten to the Core”      | Joacim Persson, Shelly Peiken, & Johann Alkenas                             | Dove Cameron, Cameron Boyce, Booboo Stewart & Sofia Carson                                           | 2:42    |  |
| 2.  | „Evil Like Me”            | Andrew Lippa                                                                | Kristin Chenoweth & Dove Cameron                                                                     | 3:44    |  |
| 3.  | „Did I Mention”           | Adam Schlesinger                                                            | Jeff Lewis                                                                                           | 2:33    |  |
| 4.  | „If Only”                 | Adam Anders, Nikki Hassman, & Peer Astrom                                   | Dove Cameron                                                                                         | 3:49    |  |
| 5.  | „Be Our Guest”            | Alan Menken & Howard Ashman                                                 | Mitchell Hope, Spencer Lee, Kala Balch & Marco Marinangeli                                           | 1:55    |  |
| 6.  | „If Only (Reprise)”       | Adam Anders, Nikki Hassman, & Peer Astrom                                   | Dove Cameron                                                                                         | 0:41    |  |
| 7.  | „Set It Off”              | Sam Hollander, Josh Edmondson, Grant Michaels, Craig Lashley, & Charity Daw | Dove Cameron, Sofia Carson, Cameron Boyce, Booboo Stewart, Mitchell Hope, Sarah Jeffery & Jeff Lewis | 2:54    |  |
| 8.  | „Believe”                 | Shawn Mendes, Geoffrey Warburton, Glenn Scott, & Martin Terefe              | Shawn Mendes                                                                                         | 3:28    |  |
| 9.  | „Rotten to the Core”      | Joacim Persson, Shelly Peiken, & Johann Alkenas                             | Sofia Carson                                                                                         | 2:54    |  |
| 10. | „Night Is Young”          |                                                                             | China Anne McClain                                                                                   | 3:02    |  |
| 11. | „Good Is the New Bad”     |                                                                             | Dove Cameron, Sofia Carson & China Anne McClain                                                      | 2:34    |  |
| 12. | „I'm Your Girl”           | Dustin Burnett, Stephanie Lewis, & Paula Winger                             | Felicia Barton                                                                                       | 2:38    |  |
| 13. | „Descendants Score Suite” | David Lawrence                                                              | David Lawrence                                                                                       | 6:49    |  |

### Cântecele intrate în clasamente
"Rotten to the Core", interpretat de Dove Cameron, Cameron Boyce, Booboo Stewart și Sofia Carson, a debutat pe locul 38 în Billboard Hot 100, pentru SUA .
"If Only", interpretat de Dove Cameron, a debutat pe locul 99 și s-a menținut pe locul 94 în următoarea săptămână în cadrul Billboard Hot 100 .
"Did I Mention", interpretat de Mitchell Hope și Jeff Lewis, a debutat pe locul 2 în cadrul Billboard Bubbling Under Hot 100 Singles .
"Evil Like Me", interpretat de Kristin Chenoweth și Dove Cameron, a debutat pe locul 14 și s-a menținut pe locul 12 în cadrul Billboard Bubbling Under Hot 100 Singles.
"Set It Off", interpretat de Dove Cameron, Sofia Carson, Sarah Jeffery, Cameron Boyce, Booboo Stewart și Mitchell Hope, a debutat de locul 17 și s-a menținut pe locul 11 în cadrul Billboard Bubbling Under Hot 100 Singles.
Versiunea cântăreței Sofia Carson după hit-ul "Rotten To The Core" a debutat pe locul 7 în cadrul Billboard Bubbling Under Hot 100 Singles.

## Premiere internaționale
| Tara | Canal                        | Lansare            | Nume film                    |  |
| --- | ---------------------------- | ------------------ | ---------------------------- |  |
| Statele Unite ale Americii | Disney Channel SUA           | 31 iulie 2015      | Descendants                  |  |
| Canada | Family Channel               | 31 iulie 2015      | Descendants                  |  |
| Mexic Argentina Bolivia Chile Columbia Ecuador El Salvador Guatemala Honduras Nicaragua Panama Paraguay Peru Republica Dominicană Uruguay Venezuela Costa Rica | Disney Channel Latinoamérica | 16 august 2015     | Descendientes                |  |
| Brazilia | Disney Channel Brasil        | 16 august 2015     | Descendentes                 |  |
| Germania | Disney Channel Germany       | 30 august 2015     | Descendants – Die Nachkommen |  |
| Israel | Disney Channel Israel        | 31 august 2015     | היורשים                      |  |
| Polonia | Disney Channel Polonia       | 18 septembrie 2015 | Następcy                     |  |
| Grecia | Disney Channel Greece        | 18 septembrie 2015 | Η Επόμενη Γενιά              |  |
| România | Disney Channel România       | 19 septembrie 2015 | Descendeții                  |  |
| Olanda | Disney Channel Netherlands   | 19 septembrie 2015 | Descendants                  |  |
| Cehia | Disney Channel Cehia         | 19 septembrie 2015 | Následníky                   |  |
| Bulgaria | Disney Channel Bulgaria      | 19 septembrie 2015 | Наследници                   |  |
| Ungaria | Disney Channel Ungaria       | 19 septembrie 2015 | Utódok                       |  |
| Spania | Disney Channel España        | 9 octombrie 2015   | Los Descendientes            |  |
| Suedia | Disney Channel Sweden        | 9 octombrie 2015   | Descendants                  |  |
| Danemarca | Disney Channel Denmark       | 9 octombrie 2015   | Descendants                  |  |
| Norvegia | Disney Channel Norway        | 9 octombrie 2015   | Descendants                  |  |
| Portugalia | Disney Channel Portugal      | 10 octombrie 2015  | Os Descendentes              |  |
| Franța | Disney Channel Franța        | 18 octombrie 2015  | Descendants                  |  |